# Strzyżew (Sieroszewice)
Strzyżew (deutsch Stryschew, ab 1905 Deutschdorf) ist eine Ortschaft mit einem Schulzenamt der Landgemeinde Sieroszewice im Powiat Ostrowski der Woiwodschaft Großpolen in Polen.

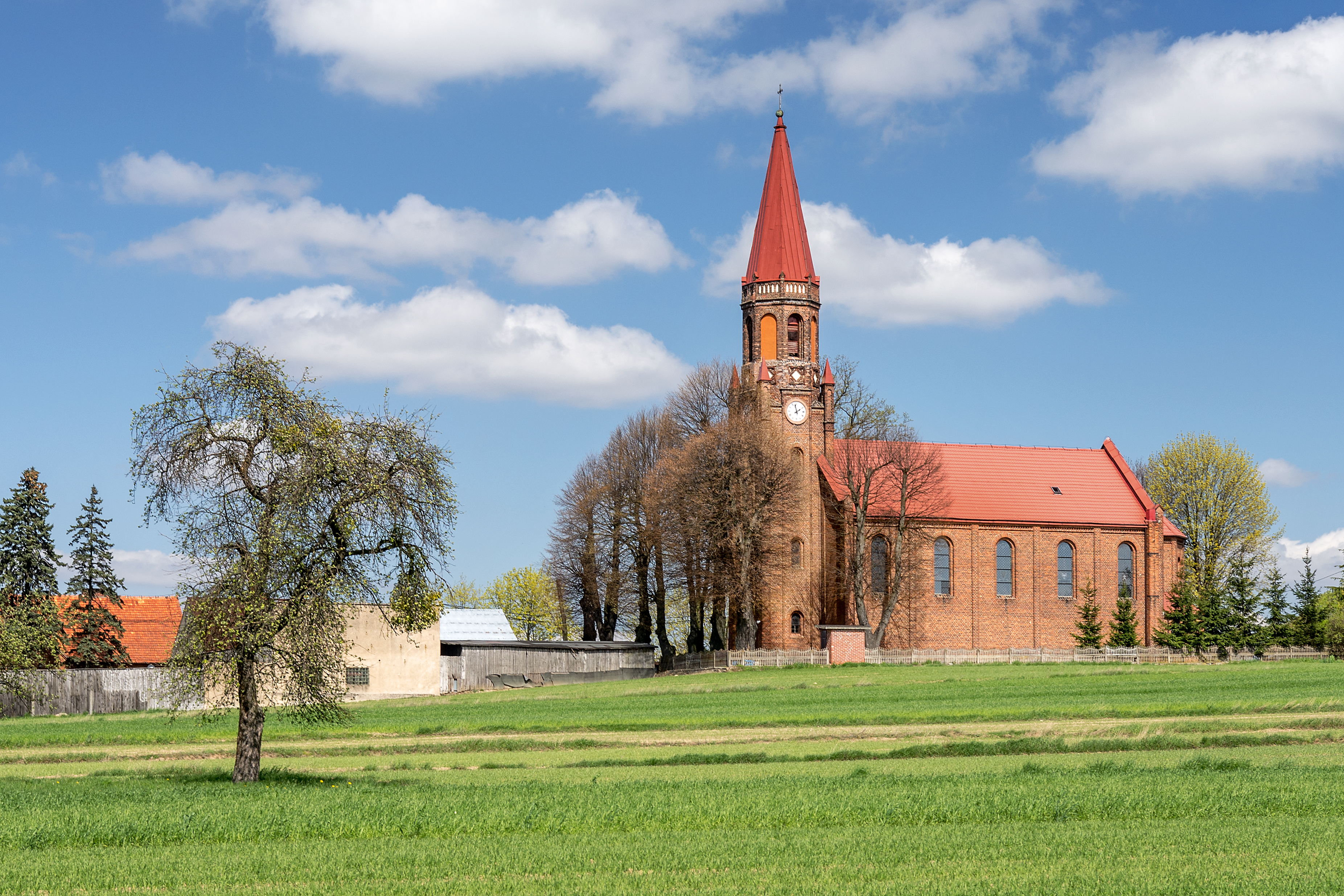
Polnisch-Katholische Kirche, ehem. evangelisch

## Geschichte
Der Ort südlich des Flusses Leniwa Barycz (Faule Bartsch) wurde im Jahr 1295 im Streit zwischen dem Erzbischof und Adam Skarga als Strezevo erstmals urkundlich erwähnt, als. Der Ort wurde um 1305 im Liber fundationis episcopatus Vratislaviensis (Zehntregister des Bistums Breslau) nicht aufgelistet, gehörte später jedoch Jahrhunderte zur Pfarrei in Kotłów im Bistum Breslau, lange Zeit als die nördlichste Ortschaft des Dekanats sowie des Kreises Ostrzeszów.
Der Ortsname, ursprünglich Strzeżewice/Strzeżowice ist vom Personennamen Strzeż mit dem Suffix -ewo, früher auch -ewice/-owice, abgeleitet. Zur Änderung Strzeż- > Strzyż- kam es im 17. Jahrhundert.
1401 wurde das Gebiet von Ostrzeszów vom polnischen König dauerhaft an das Weluner Land angeschlossen. Ungefähr ab dem Jahr 1420 gehörte es der Woiwodschaft Sieradz.
Im Zuge der Zweiten Polnischen Teilung kam der Ort 1793 an Preußen. Im 19. Jahrhundert siedelten sich deutsche Protestanten im Dorf an, die 1853 eine Pfarrgemeinde gründeten und 1864 eine Kirche bauten. Sie umfasste die Protestanten  aus Mikstat, Kotłów, Biskupice Zabaryczne, Kaliszkowice Kaliskie, Kaliszkowice Ołobockie, Wielowieś, Masanów, Chynowa und Przygodziczki. Der erste Pfarrer war Johann Polak aus Galizien. Am Ende des 19. Jahrhunderts zählte die evangelische Gemeinde 1130 Seelen, davon 300 Polen. 1905 wurde das nördlichste Dorf des Kreises Schildberg in Deutschdorf umbenannt.
Nach dem Ende des Ersten Weltkriegs kam Strzyżew zu Polen, Woiwodschaft Posen. Die evangelische Pfarrgemeinde der Superintendentur Ostrzeszów der Unierten Evangelischen Kirche in Polen zählte im Jahr 1937 602 Mitglieder.
Beim Überfall auf Polen 1939 wurde das Gebiet von den Deutschen besetzt und dem Landkreis Ostrowo im Reichsgau Wartheland zugeordnet.
1974 entstand in Kotłów eine Pfarrei der Polnisch-Katholischen Kirche (der Altkatholischen Kirche in Polen). Die ehemalige evangelische Kirche in Strzyżew wurde zu ihrer Filialkirche. Die heute unabhängige Pfarrei in Strzyżew gehört jetzt zum altkatholischen Bistum Breslau, gehört aber nicht zum Dekanat Großpolen-Pommern, sondern neben der Mutterpfarrei in Kotłów ist sie die einzige Pfarrei des Dekanats „Niederschlesien“ außer dem historischen Niederschlesien.
Von 1975 bis 1998 gehörte Strzyżew zur Woiwodschaft Kalisz.